# جون كامبل مايلز
جون كامبل مايلز (بالإنجليزية: John Campbell Miles)‏ هو مستكشف أسترالي، ولد في 5 مايو 1883، وتوفي في 4 ديسمبر 1965.